# Septemviri epulonum
Septemviri epulonum (Седем мъже за култовата храна), на късо Epulones са жреческата колегия на древната римска религия. Те са с най-ниския ранг от четирите големи жречески колегии на град Рим. Създадена е от понтифекса през 196 пр.н.е.
Организират култовата храна в чест на Юпитер (epulum Iovis) на двата празника Ludi Romani и Ludi Plebei.
По-късно Епулоните отговарят и за даването на жертви на Ara Pacis и Ara numinis Augusti, също така за организирането на различни игри.